# Panemeria domestica
Panemeria domestica là một loài bướm đêm trong họ Noctuidae.